# Austrelmis chilensis
Austrelmis chilensis is een keversoort uit de familie beekkevers (Elmidae). De wetenschappelijke naam van de soort werd in 1854 gepubliceerd door Germain.